# Eleonora Wanda Ptaszek

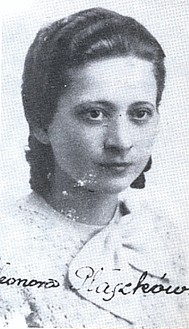
Eleonora Wanda Ptaszek (przed 1939)

Eleonora Wanda Ptaszek – łączniczka Związku Walki Zbrojnej, żołnierz wywiadu ZWZ i Armii Krajowej.
Przed agresją Niemiec i ZSRR na Polskę we wrześniu 1939 nauczycielka szkoły w Busku. Wraz z majorem Aleksandrem Klotzem odbyła pomiędzy majem a wrześniem 1940 wyprawę przez Związek Sowiecki w celu odszukania aresztowanego we Lwowie i wywiezionego przez NKWD w głąb ZSRR gen. Michała Karaszewicza-Tokarzewskiego i zbadania sytuacji aresztowanych i deportowanych przez NKWD Polaków. Wraz ze swoim współtowarzyszem przebyła ponad 28 tys. kilometrów, penetrując ogromne tereny wschodniej Ukrainy, Uralu, Syberii, wybrzeża Morza Kaspijskiego. 
W późniejszym okresie służyła w wywiadzie Armii Krajowej. Działała w siatce Odcinka III sieci wywiadowczej Komendy Głównej ZWZ-AK o kryptonimie "WW-72", a następnie "Pralnia". Obejmował on obszar Komisariatu Rzeszy Ukraina. Aresztowana przez Gestapo w Kijowie w kwietniu 1942, zginęła śmiercią żołnierza.